# Aubigny, Deux-Sèvres
Aubigny är en kommun i departementet Deux-Sèvres i regionen Nouvelle-Aquitaine i västra Frankrike. Kommunen ligger i kantonen Thénezay som tillhör arrondissementet Parthenay. År 2022 hade Aubigny 169 invånare.

## Befolkningsutveckling
Antalet invånare i kommunen Aubigny
| Referens: INSEE |